# Avenue Henri Martin
Koordinaten: 48° 52′ N, 2° 16′ O
Die Avenue Henri Martin ist eine 663 Meter lange und 40 Meter breite Straße im 16. Arrondissement von Paris.

## Lage
Die Straße beginnt an der Rue de la Pompe und endet am Place de Colombie bzw. am Boulevards des Maréchaux am Rande des Stadtwaldes Bois de Boulogne. Die Straße durchquert zwei Quartiers: im Süden Muette und im Norden Porte Dauphine.
Eine Sandpiste in der Straßenmitte erlaubte den Reitern der École Militaire bis Ende 1970 in den Bois de Boulogne zu reiten.
Die Straße verfügt an ihrem östlichen Ende über eine Metrostation (Rue de la Pompe), die auf der Strecke der der Linie   liegt. An ihrem westlichen Ende befindet sich der an das RER-Netz angeschlossene Bahnhof, der Gare de l'avenue Henri Martin, der von den Linien  1 und 3 bedient wird.

## Namensursprung

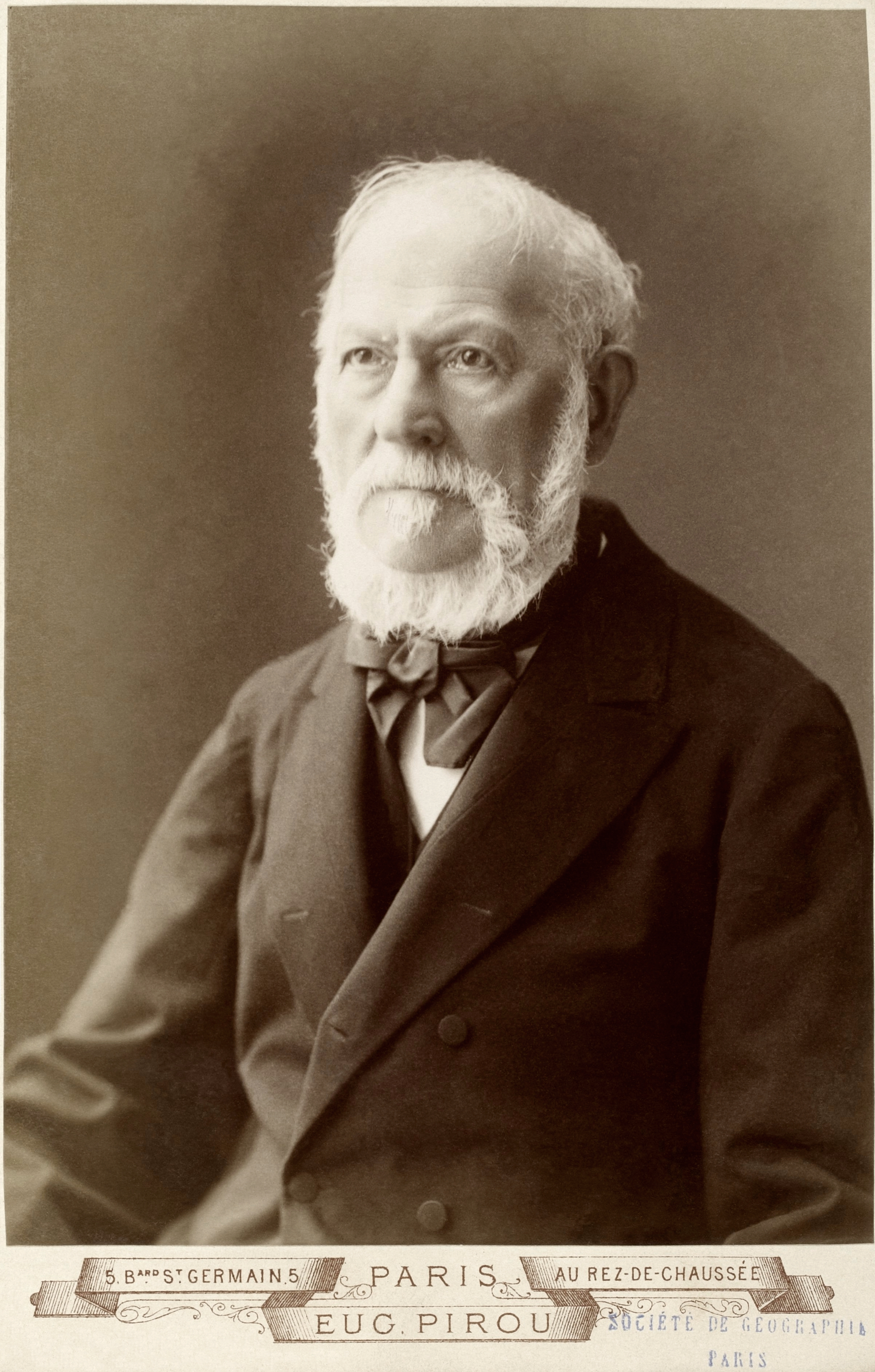
Henri Martin

Die Avenue Henri Martin verdankt ihren Namen dem gleichnamigen französischen Historiker und Politiker Henri Martin (1810–1883), der ein aus 17 Bänden bestehendes Werk mit dem Titel Histoire de France verfasst hat und 1870 zum Bürgermeister des 16. Arrondissements gewählt wurde.

## Geschichte
Die Avenue Henri Martin bildet westlich der Rue de la Pompe praktisch die Fortsetzung der Avenue Georges-Mandel; eines Abschnittes, der früher ebenfalls zur Avenue Henri Martin gehörte und 1945 zu Ehren des im Zweiten Weltkrieg ermordeten französischen Politikers Louis Georges Rothschild alias Georges Mandel (1885–1944) umbenannt wurde. Anhand der Hausnummern lässt sich noch erkennen, dass es sich einst um dieselbe Straße gehandelt hat; denn die Avenue Georges-Mandel endet bei den Nummern 56 bzw. 69, während die hiesige Straße mit den Nummern 58 bzw. 71 beginnt.

## Sehenswürdigkeiten
- Nr. 71: Rathaus des 16. Arrondissements
- Nr. 78: Wohnung des Politikers Juan Negrín von 1947 bis 1956 – Der 1867 in Straßburg geborene Geoingenieur Paul Louis Weiss bewohnte seit seiner Ankunft in Paris 1899 bis zu seinem Tode an Weihnachten 1945 eine großzügig geschnittene Wohnung an derselben Straße.[2]
- Nr. 101: Die Familie des späteren Präsidenten Valéry Giscard d’Estaing wohnte in diesem Haus, als Valéry ins Lycée Janson de Sailly aufgenommen wurde.[3] – Unter dieser Adresse agierte auch die deutsche Abwehr im Zweiten Weltkrieg.[4]
- Nr. 107 bis 113: Hier befand sich einst das Landhaus des Dichters Alphonse de Lamartine (1790–1869).[1]
- Nr. 109: Die Schriftstellerin Anna de Noailles wohnte hier von 1900 bis 1910.

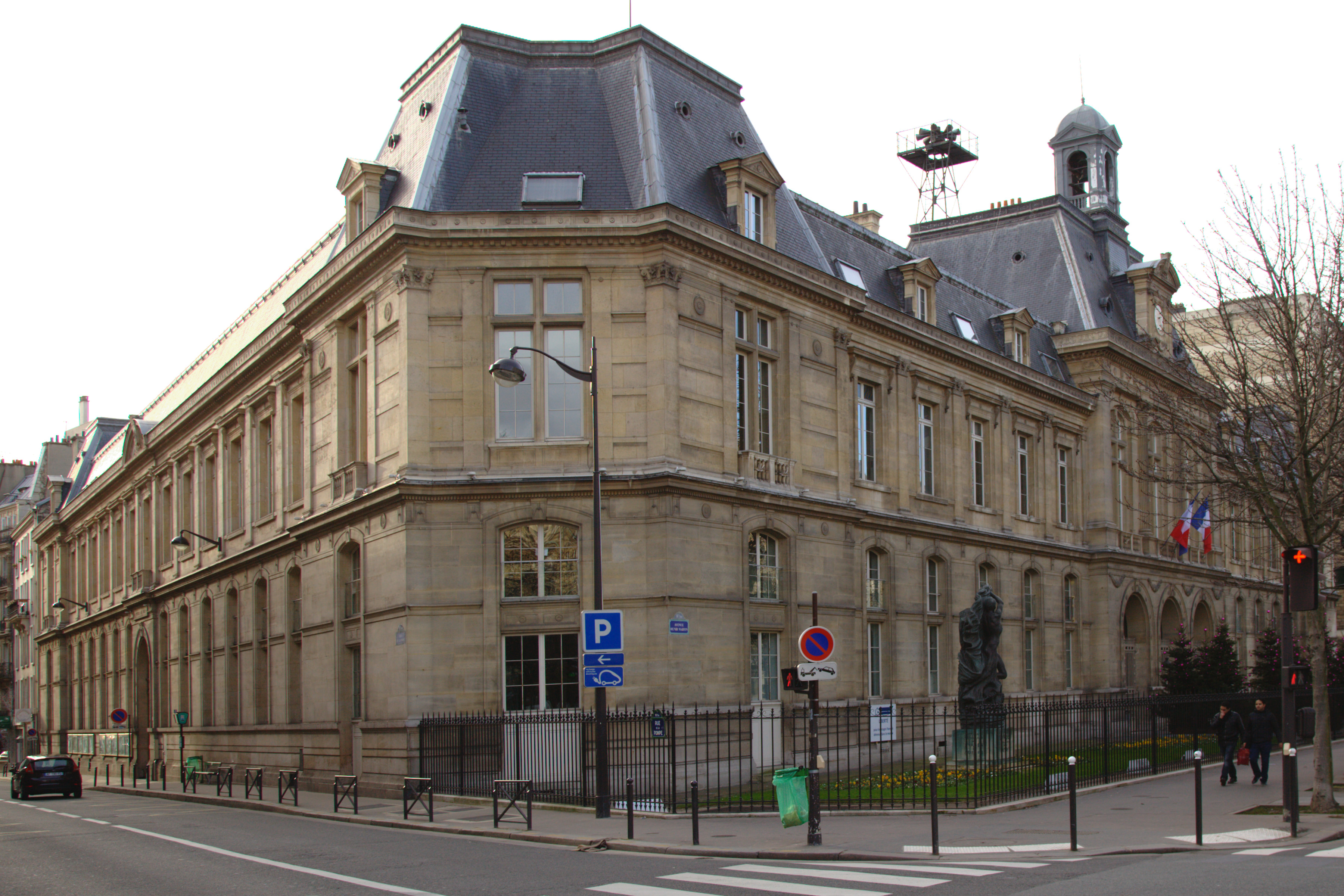
Nr. 71: Rathaus des 16. Arrondissements
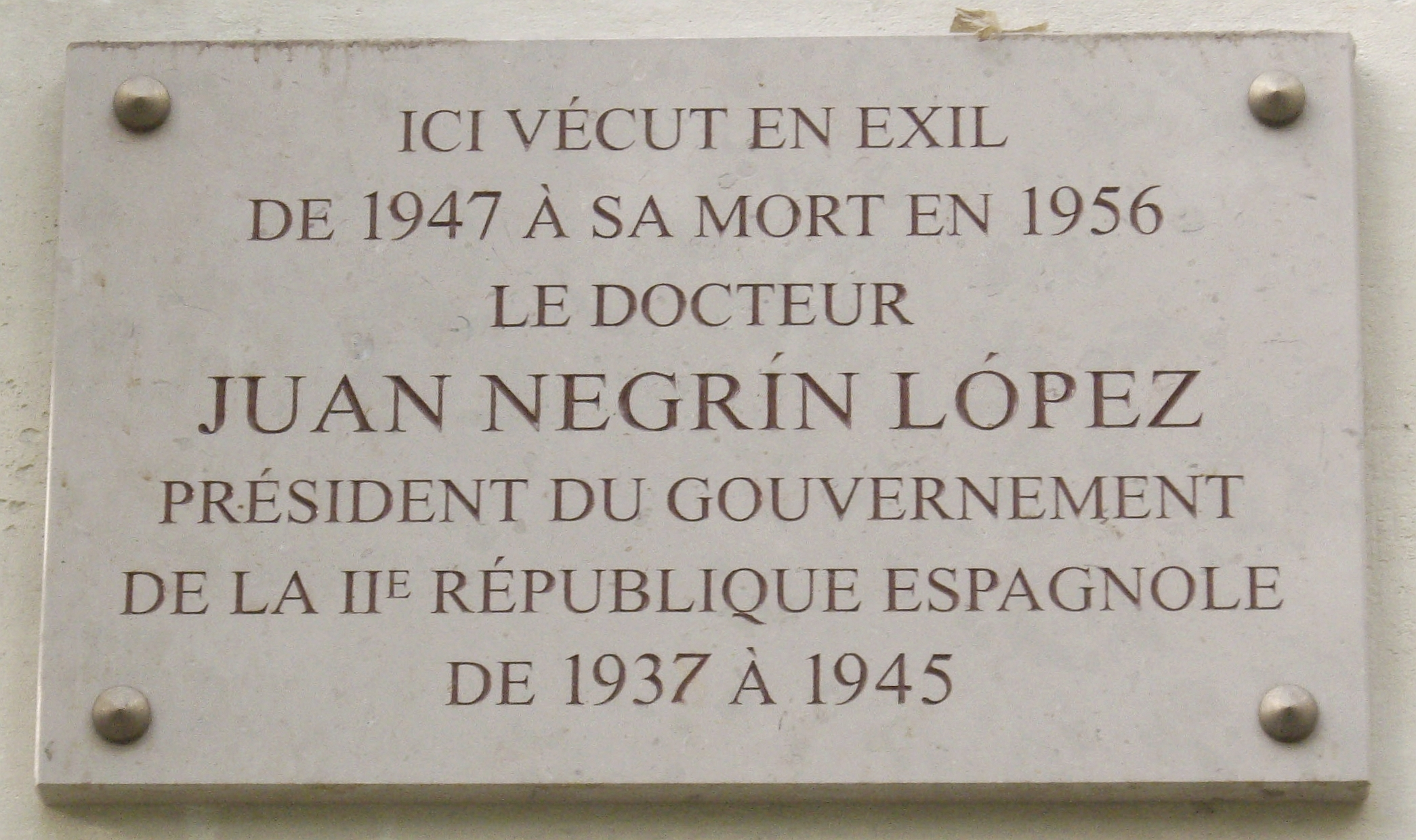
Erinnerungstafel an Nr. 78 bis
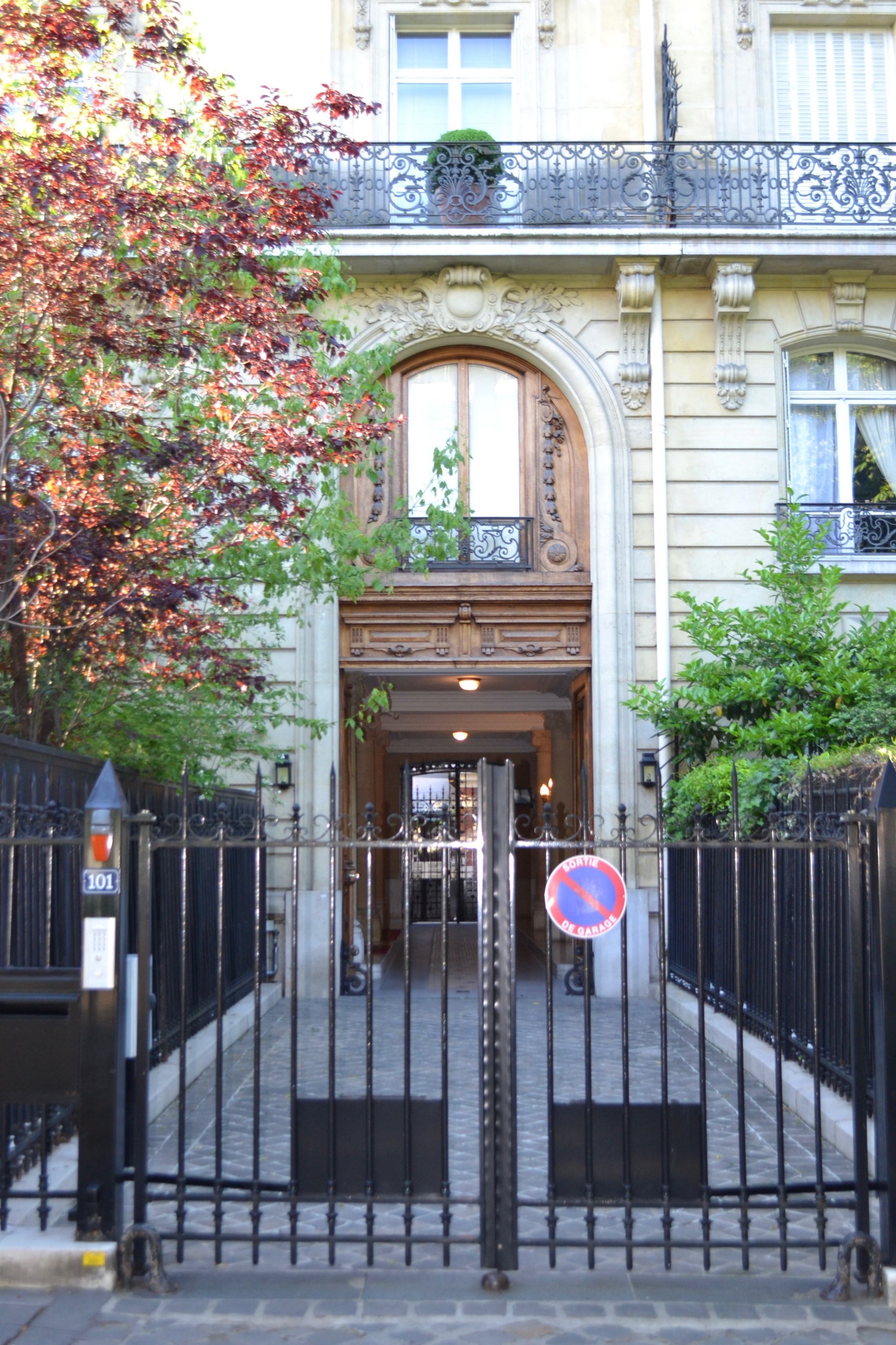
Nr. 101
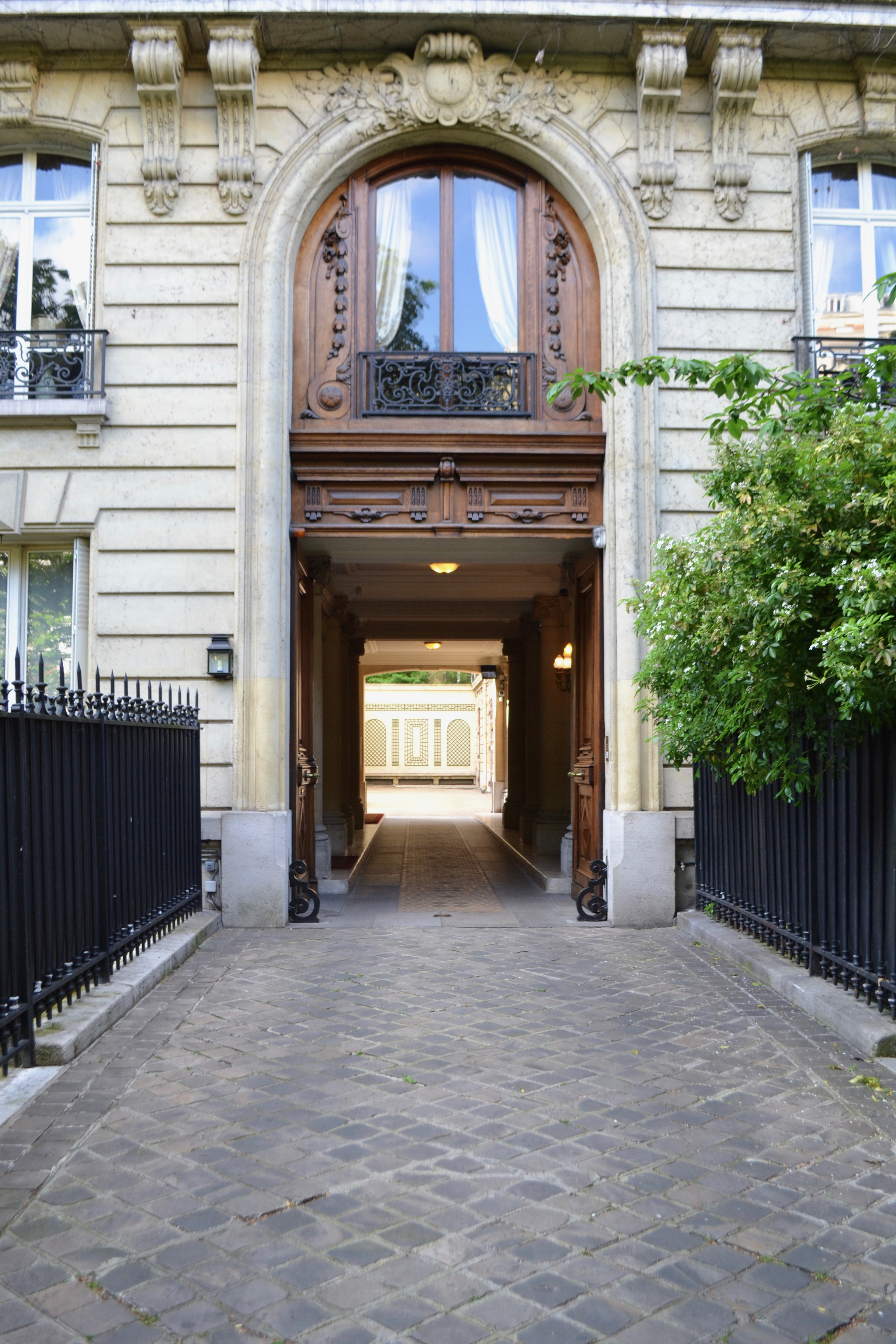
Nr. 109
Nr. 115
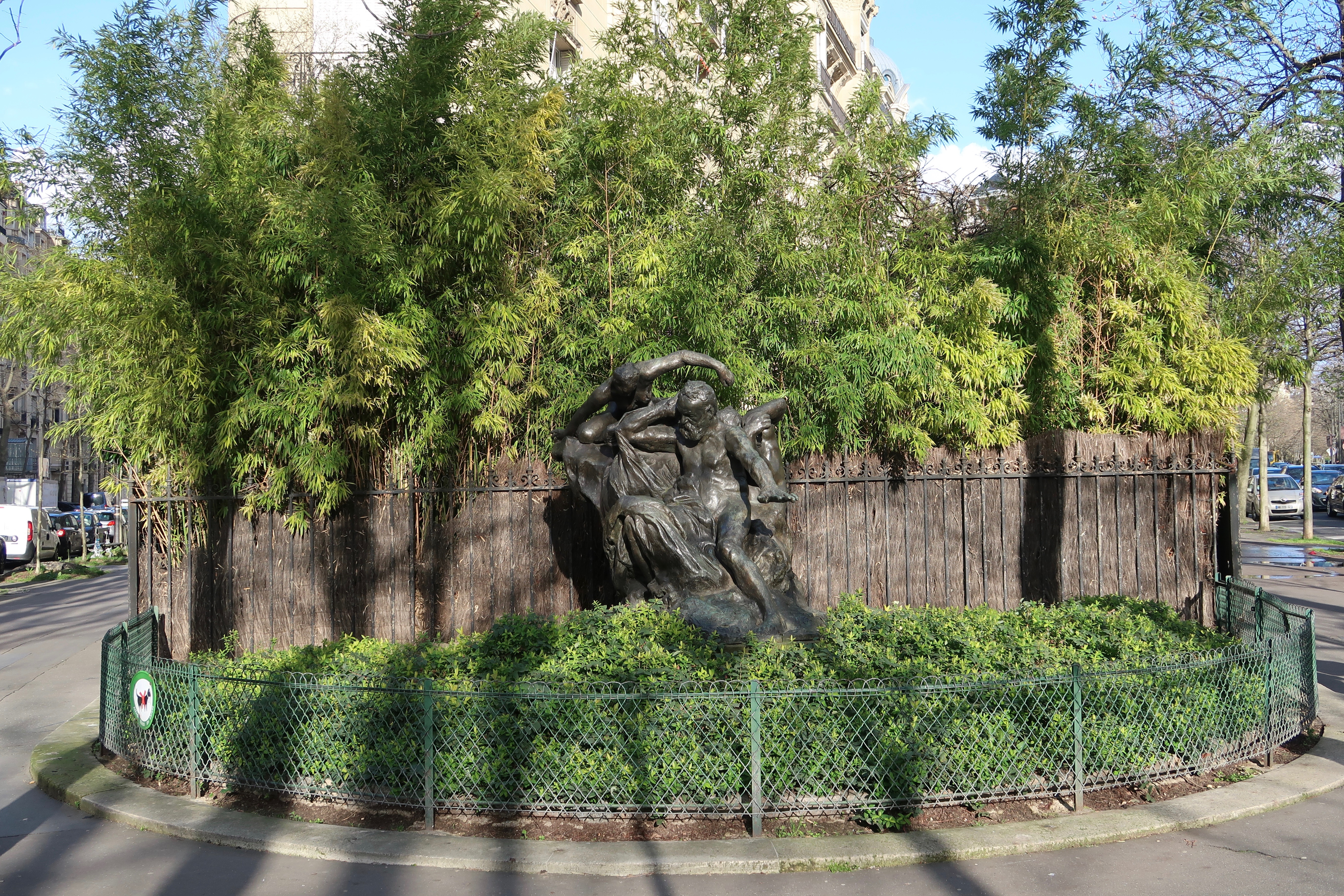
Statue von Auguste Rodin an der Ecke mit der Avenue Victor-Hugo: Victor Hugo et les Muses (1909)[5]; Einweihung 1964. Eine andere Darstellung befindet sich im Musée Rodin